# Muspipa
En muspipa är ett fiktivt instrument som används av Nac Mac Feegle i Terry Pratchetts bok Små blå män. Instrumentet är gjort av musskinn och har ofta öronen kvar. 

## Sånger
- En tistel så skön

## Användningsområde
Instrumentet används i strid av Nac Mac Feegle, och låter så illa att fiendens öron sprängs. Vissa ljud som muspipan spelar är så höga att människor inte kan höra dem. Två Nac Mac Feeglar som spelade instrumentet var William och Inte-lika-stor-som-Mellanstore-Jocke-men-större-än-Lill-Jocke-Jocke. Vid strid använder man ett annat par av munstycken än när man spelar musik med instrumentet, som är gjorda av järn. De som spelar muspipa kallas pekoraljer.